# Hélène Farnaud-Defromont
Hélène Farnaud-Defromont (Rijsel, 5 april 1970) is een Frans diplomate en was van 2019 tot 2021 ambassadrice van Frankrijk in België.
Farnaud-Defromont is licentiaat in geschiedenis (Universiteit van Rijsel 3), studeerde af aan het Instituut voor Politieke Studies in Parijs (Sciences Po) en studeerde Russisch aan het Nationaal Instituut voor Oosterse Talen en Beschavingen (INALCO). Zij bekleedde verschillende functies bij het ministerie van buitenlandse zaken (Quai d'Orsay). 
Tussen 1999 en 2002 bekleedde ze de functie van cultureel adviseur op de Franse ambassade in Amman (Jordanië) en tussen 2008 en 2010 was ze adjunct-directrice van de Europese Organisatie van publiek recht in Athene. Ze was directrice van het Agentschap voor Frans onderwijs in het buitenland (AEFE) van 2013 tot 2016, algemeen directrice Administratie en Modernisering van het Ministerie van Europese en Buitenlandse Zaken van 2016 tot 2019
Ze is Ridder in het légion d’honneur.